# Gjerstad
Gjerstad är en tätort och kyrkby som utgör centralort i Gjerstads kommun i Agder fylke i södra Norge. Orten ligger vid fylkesväg 418 och Sørlandsbanan, vid norra änden av Gjerstadvatnet. Här finns Gjerstads kyrka.

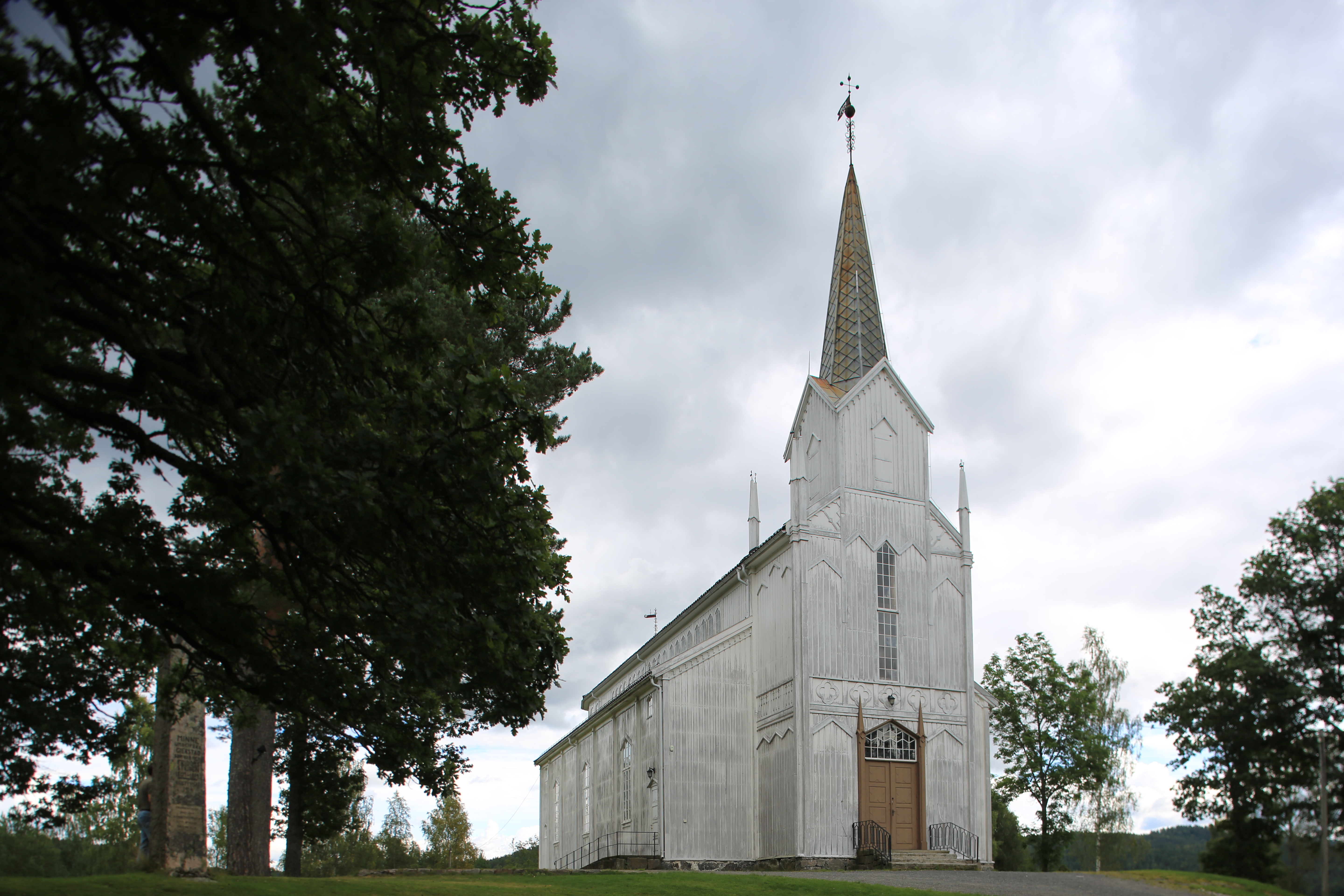
Gjerstads kyrka.